# جدل إسقاط التكاليف
يُشير جدل إسقاط التكاليف، والذي يُعرف كذلك باسم جدل النعمة الإلهية الكاملة، إلى نزاع ديني وسياسي نشب في مستعمرة خليج ماساتشوستس من العام 1636 حتى العام 1638. وقد انخرط في الجدل معظم أساقفة وقضاة المستعمرة ضد بعض أتباع عقيدة النعمة الإلهية الكاملة التي روّج لها الكاهن التطهيري جون كوتون. كان من أبرز المدافعين عن عقيدة النعمة الإلهية الكاملة، والذين غالبًا ما يُطلق عليهم اسم «أتباع عقيدة إسقاط التكاليف»، آن هاتشينسون، وصهرها القس جون ويلرايت، وحاكم خليج ماساتشوستس هنري فين الابن. مثّل الخلافُ نقاشًا لاهوتيًا إزاء «عهد النعمة» و«لاهوت العهود».
من ناحية تاريخية، فقد تبوّأت آن هاتشينسون مكانًا بارزًا في خضمّ الخلاف، وقد كانت امرأة قوية الإرادة نشأت نشأةً دينية في كنف والدها فرانسيس ماربوري، الذي كان كاهنًا أنجليكانيًا ومعلم مدرسة. في إنجلترا، تبنّت آن الآراء الدينية للكاهن التطهيري والناشط جون كوتون الذي أصبح معلمها. اضطُرّ كوتون لمغادرة إنجلترا وتبعته هاتشينسون إلى نيو إنجلاند.
في بوسطن، كان لهاتشينسون تأثيرًا ملموسًا في أوساط نساء المستعمرة، واستقبلتهنّ في بيتها للنقاش عن المواعظ الأسبوعية. ثم لم يلبث أن انضمّ الرجال إلى تلك الاجتماعات، وكان منهم الحاكم فين. خلال تلك الاجتماعات، انتقدت هاتشينسون كهنة المستعمرة، متهمةً إياهم بالاعتماد على ميثاق الأعمال في مواعظهم بدلًا من عهد النعمة الذي تبناه القس كوتون. عقد الكهنة الأرثوذكسيون في المستعمرة اجتماعات مع كوتون، وويلرايت، وهاتشينسون في خريف العام 1636. ولم يتمكنوا من التوصل إلى إجماع، وهكذا تفاقمت التوترات الدينية.
وللتخفيف من حدة الموقف، دعا قادة المستعمرة إلى تخصيص يوم 19 يناير 1637 للصيام والاستغفار. ومع ذلك، دعا كوتون ويلرايت لإلقاء كلمة في كنيسة بوسطن خلال الصلوات في ذلك اليوم، وأثارت خطبته ضجة عمّقت صدْع الانقسام المتزايد. في مارس 1637، وجهت المحكمة إلى ويلرايت تهم الازدراء والتحريض على الفتنة، إنما لم يصدر حكمٌ بحقّه. فوزّع أنصاره عريضة نيابة عنه، وكان معظمهم من أفراد كنيسة بوسطن.
ظهرت على الفور التداعيات السياسية للجدل الديني الحاصل. خلال انتخابات مايو 1637، تعرّض المدافعون عن عقيدة النعمة الإلهية الكاملة لخسارتين رئيسيتين، مرةً عند هزيمة فين أمام جون وينثروب في سباق منصب حاكم الولاية، ومرةً عند نجاح التصويت على إقالة بعض قضاة بوسطن من مناصبهم نظرًا لدعمهم هاتشينسون وويلرايت. عاد فين إلى إنجلترا في أغسطس 1637. في المحكمة المنعقدة في نوفمبر 1637، حُكم على ويلرايت بالإبعاد من المستعمرة، وقُدّمت هاتشينسون للمحاكمة. ترافعت هاتشينسون عن نفسها جيدًا ضد الادعاء، إنما في اليوم الثاني للمحاكمة زعمت أنّها تتلقى وحيًا شخصيًا مباشرًا من الربّ، وتنبأت بلحاق الخراب بالمستعمرة. فوُجّهت لها تهمة ازدراء المحكمة وإثارة والفتنة ونُفيت من المستعمرة، وأدى رحيلها إلى إنهاء الجدل. تُعتبر أحداث الأعوام 1636 إلى 1638 ضروريةً لفهم الحالة الدينية والمجتمعية في بواكير تاريخ مستعمرات نيو إنجلاند.
ظلت الفكرة السائدة هي أن هاتشينسون هي مَن اضطلع بالدور الأكبر في الخلاف؛ إنما في العام 2002، أثبتت أبحاث مايكل وينشيب تعاون كلّ من كوتون، وويلرايت، وفين معها.

## خلفية
يعني مصطلح إسقاط التكاليف «أنتينوميانيزم» حرفيًا «ضد القانون أو معارضًا له». وكان ذلك مصطلح يستخدمه منتقدو سكان مستعمرة ماساتشوستس ممّن دافعوا عن التبشير «بالنعمة الإلهية الكاملة». وبشكل ضمني، كان المصطلح يعني السلوكَ غير الأخلاقي والمهرطق، والذي يتعدّى حدود التيار الديني الصحيح. كما أُطلق على متبنّي عقيدة النعمة الإلهية الكاملة مجدّدي العماد وأتباع عقيدة عائلة الحب، وهي مجموعات كانت تُعتبر مهرطِقة في نيو إنجلاند. استخدم القاضي جون وينثريب المصطلحات الثلاثة السابقة في روايته عن جدل إسقاط التكاليف والتي أسماها القصة القصيرة.
في بداية الأمر، شمل الجدلُ اختلاف الآراء بخصوص «الأعمال الدينية» أو السلوك، بالإضافة إلى حضور الروح القدس ودوره. على سبيل المثال، تبنّت الأغلبية البروتستانتية الرأي القائل بأن خلاص الفرد يظهر جليًا عبر سلوكه الصالح أو «الأعمال الصالحة»، في حين اعتبر أتباع عقيدة إسقاط التكاليف أن الحالة الروحية للفرد لا تؤثر على سلوكه الظاهري. ومع ذلك، سرعان ما تغيرت وجهة الجدل، إذ راح أتباع عقيدة إسقاط التكاليف يدّعون بأن تلقّي الوحي الشخصي كان مساويًا لأهمية الكتاب المقدس، وجاء ذلك بتأثير من تعاليم آن هاتشينسون؛ لكن اعتبرت الأغلبية التطهيرية أن الكتاب المقدس هو المرجعية النهائية، وأنه حاكمٌ على أي وجهات نظر شخصية.
أطلق وينثروب في 21 أكتوبر من العام 1636 أول تحذير علني لهذه المشكلة، وقد كرّس مع قيادة مستعمرة خليج ماساتشوستس العامين اللاحقَين للتعامل معها. كتب وينثريب في مذكراته قائلًا: «المدعوة السيدة هاتشينسون، من كنيسة بوسطن، هي امرأة ذات بديهة حاضرة وروح جريئة، قد جلبت معها خطأين جوهريين: 1. أن يسكنَ شخص الروح القدس في شخص صالحٍ. 2. أنه لا يمكن لأي تطهيرٍ ["أعمال"] أن يساعدنا في إثبات حالة الغفران». ثم بسطَ الحديث عن هاتين النقطتين. وعادةً ما يُعتبر هذا بداية جدل إسقاط التكاليف، والذي أطلق عليه مؤخرًا جدل النعمة الإلهية الكاملة.

## دعاة عقيدة إسقاط التكاليف
أصبحت آن هاشينسون قريبة من قلب الجدل. يرى إيمري باتيس أنها أحدثت «عاصفة لاهوتية هزّت أساسات المستعمرة الوليدة في ماساتشوستس». كما اشترك جون ويلرايت كذلك في الجدل بصورة وثيقة، وهو من أقارب هاتشينسون وكاهنٌ ذو «سلوك حيويّ ومُماحِك». نحى الكتابُ الأوائل عن الجدل باللائمة في معظم المشاكل على هاتشينسون وويلرايت، لكن ثبت تواطؤ الكاهن من بوسطن جون كوتون والقاضي في الجدل بصورة عميقة.
كان كوتون بمثابة المرشد لهاتشينسون، وكان كهنة المستعمرة ينظرون إليه وأبناء أبرشيته بعين الشكّ بسبب تعاليمه المتعلقة بالأهمية النسبية لسلوك المسيحي الظاهري. كان فين أرستقراطيًا شابًا أحضر تفسيراته اللاهوتية الخاصة وغير التقليدية إلى المستعمرة، وربما شجع هاتشينسون على قيادة نساء المستعمرة وتطوير نظامها اللاهوتي الخاص بها. في نهاية المطاف، طُرد هاتشينسون وويلرايت من المستعمرة مع العديد من أنصارهما، وغادر فين إلى إنجلترا مع بلوغ الجدل ذروته. أما كوتون، فقد طُلب منه البقاء في بوسطن، حيث استمر في عمله كاهنًا حتى وفاته.

### آن هاتشينسون
هاتشينسون (1591 – 1643) ابنة فرانسيس ماربوري، مدرس ورجل دين أنجليكاني في إنجلترا ذي ميول عقَدية تطهيرية. تشبّعت هاتشينسون بالفكر الديني في شبابها، بيد أنها لم تكن تثق بكهنة كنيسة إنجلترا الذين بدا وكأنهم لا يتصرفون وفقًا لمبادئهم. مالت معتقداتها الدينية نحو الإلحاد أكثر خصوصًا عند ادعائها أنها تسمع صوت الربّ، «أخيرًا سمح لي برؤية كيف خالفت يسوع المسيح... وكيف التفتّ إلى ميثاق الأعمال... ومن حينها، كشف لي الرب جميع أنواع الكهنة، وكيف علّموا، وأعلمني ما الصوت الذي سمعته». منذ ذلك الوقت، أصبح هذا الصوت الداخلي هو مصدر إرشادها.